# Furstendömet Benevento (Napoleontiden)
Furstendömet Benevento var ett litet furstendöme som var formellt beroende av Napoleon och styrdes från 1806 av Charles Maurice de Talleyrand. Staten bestod av Benevento samt några omgivande byar (som var kvar sedan det lombardiska Hertigdömet Benevento), som var en enklav inom Kungariket Neapel. Utöver huvudstaden var staten indelad i tolv centra:  Sant'Angelo a Cupolo, Motta, Panelli, Pastene, Maccabei, Bagnara, Montorso, Maccoli, Perillo, Sciarra, San Leucio och San Marco ai Monti.
Furstendömet upphörde efter Napoleonkrigen då det blev ockuperat av Kungariket Bägge Sicilierna 1814. Året efter 1815 återfördes furstendömet tillbaka till Kyrkostaten.